# Svarttofsad gråmes
Svarttofsad gråmes (Baeolophus atricristatus) är en tätting i familjen mesar som förekommer i södra USA och östra Mexiko. Tidigare behandlades den som underart till östlig gråmes, men urskiljs numera allmänt som egen art.

## Kännetecken

### Utseende
Svarttofsad gråmes är en stor (14,5-15 cm) och rätt långstjärtad mes med spetsig svart tofs och grå undersida. Den är mycket lik nära släktingen östlig gråmesen och likt denna är flankerna orangefärgade och kring ögat syns ett ljust område, vilket får det svarta ögat att sticka ut. Den skiljer sig dock genom den svarta istället för grå tofsen och att pannan är vit, ej svart.

### Läten
Sången skiljer sig tydligt från gråtofsmesens. Istället för den senares mörka och klara tvåstaviga visslingar, "peter peter peter peter", är sången snabbare, med fler (fem till sju) och mer enstaviga toner. Lätena är i genomsnitt ljusare och snabbare än gråtofsmesens.

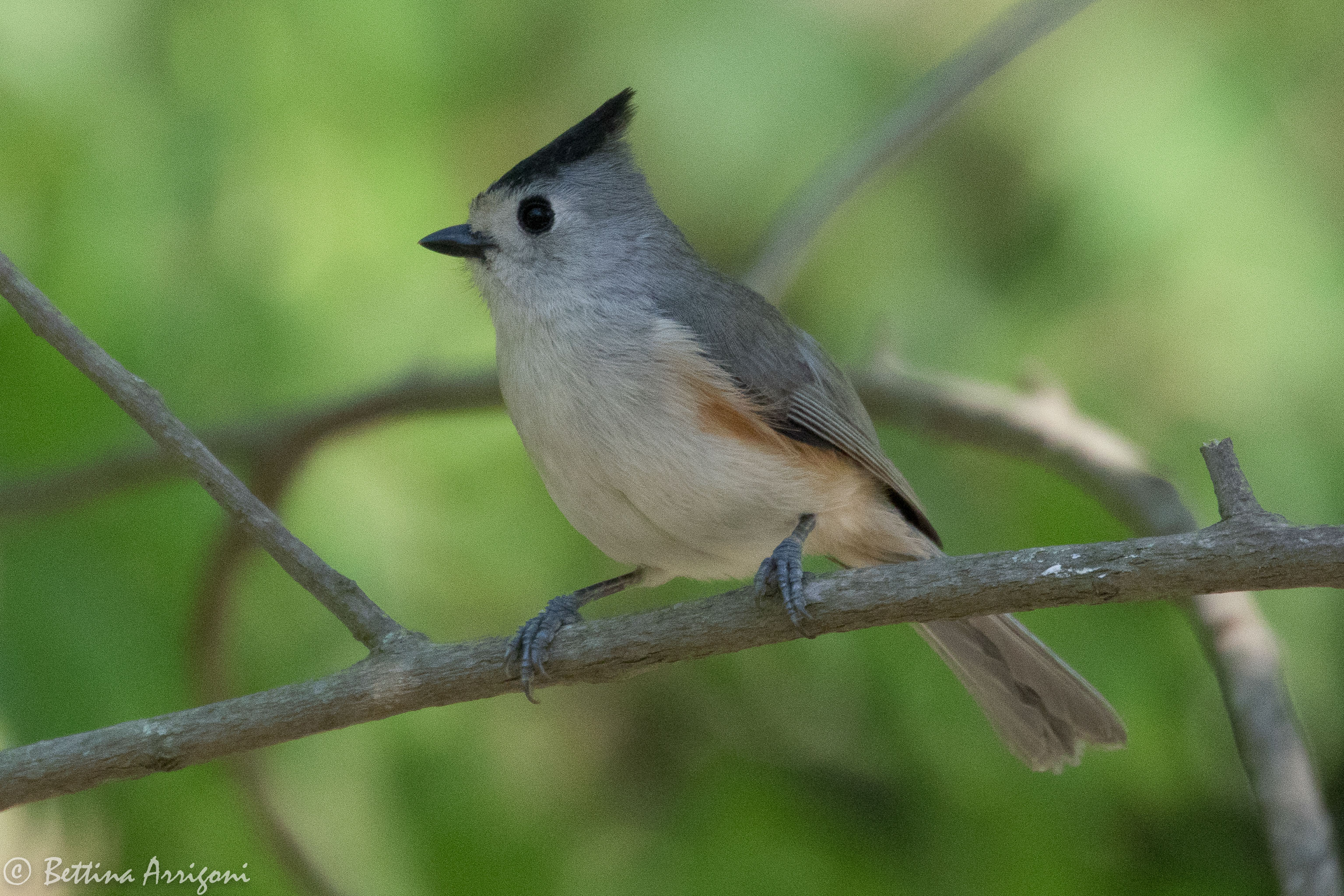

## Utbredning och systematik
Svarttofsad gråmes delas upp i två underarter med följande utbredning:
- Baeolophus atricristatus paloduro – förekommer i Texas Panhandle och sydvästra Oklahoma, liksom i sydvästra Texas och nordvästra Coahuila
- Baeolophus atricristatus sennetti – centrala och södra Texas (söderut till Brooks County, västerut till Terrell County)
- Baeolophus atricristatus atricristatus – södra Texas och nordöstra Mexiko (nordöstra Coahuila och Tamaulipas till södra Veracruz

Tidigare behandlades svarttofsad gråmes som en underart till östlig gråmes. Där deras utbredningsområden möts i centrala Texas förekommer mellanformer.

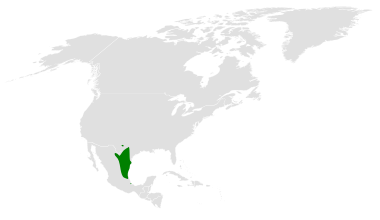
Svarttofsade gråmesens utbredningsområde.

### Släktestillhörighet
Tidigare inkluderades arterna i Baeolophus i släktet Parus men efter jämförande genetiska och morfologiska studier behandlar idag de flesta auktoriteter Baeolophus som ett distinkt släkte.

## Levnadssätt
Svarttofsad gråmes hittas i olika skogs- och buskmarker, men även inne i städer. Födan består huvudsakligen små ryggradslösa djur och deras larver, vintertid även bär och frukt. Fågeln häckar mellan slutet av februari och början av juni. Boet placeras i ett hål i ett träd, vari den lägger fyra till nio ägg.

## Status och hot
Arten har ett stort utbredningsområde och en stor population med stabil utveckling och som inte tros vara utsatt för något substantiellt hot. Utifrån dessa kriterier kategoriserar internationella naturvårdsunionen IUCN arten som livskraftig (LC). Världspopulationen uppskattas till en miljon häckande individer. Den anses vara generellt vanlig, dock ovanlig i södra delar av utbredningsområdet i Mexiko.